# Tatami

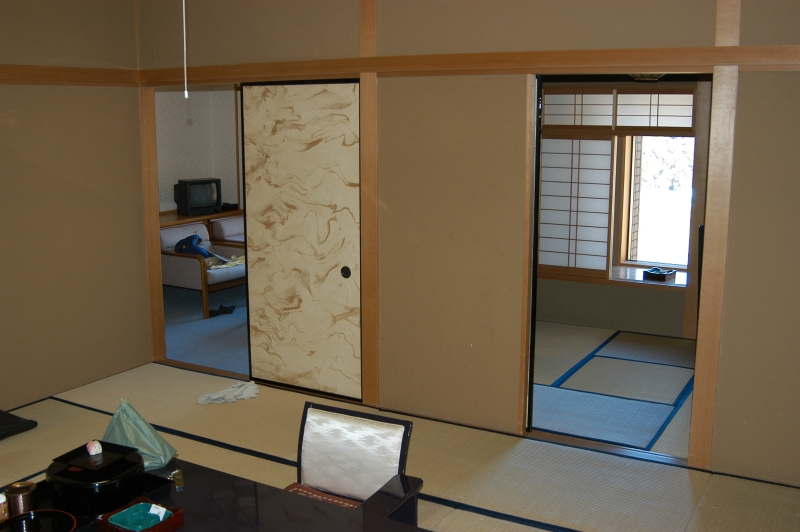
Hotelsuite met gedeeltelijke tatamivloer

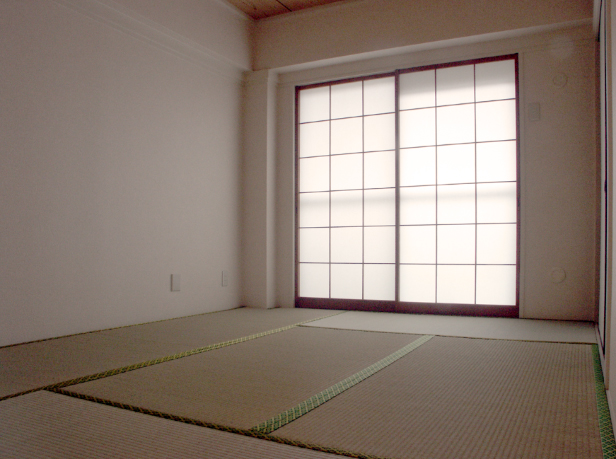
Tatamikamer met shoji

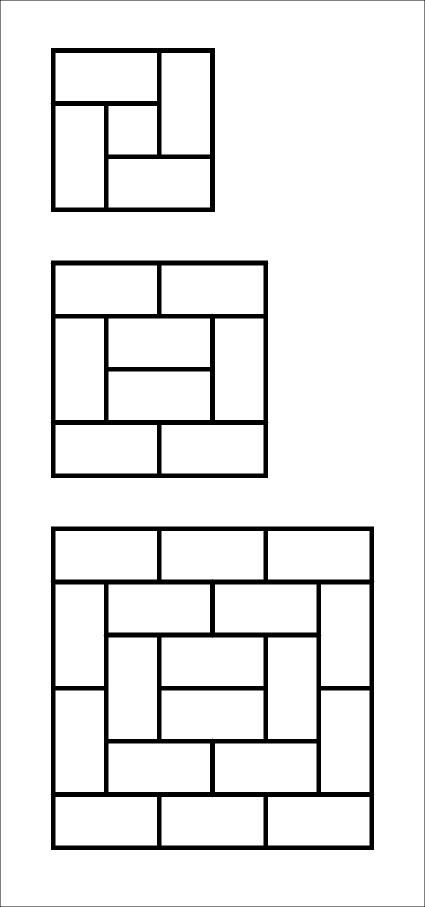
Mogelijke verbanden voor het leggen van tatami

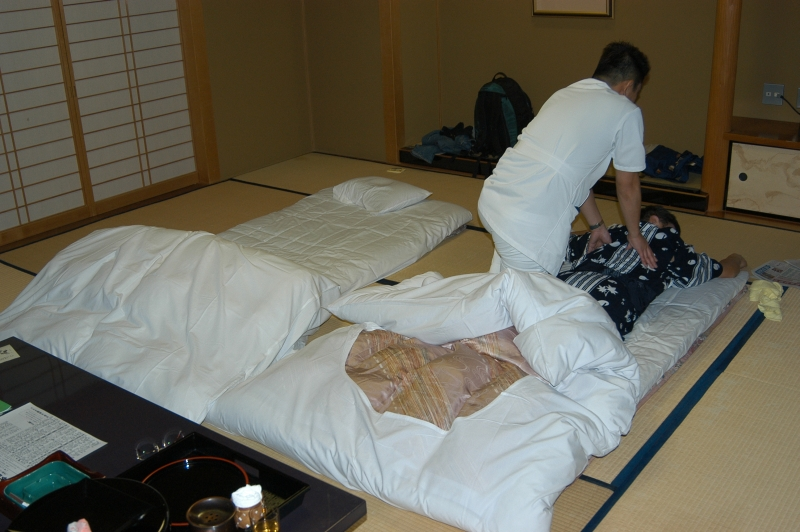
Combinatie van tatamivloer en futonmatras

De tatami is een mat zoals deze in Japan sinds vele eeuwen gebruikt wordt in de woningen waar de vloeren gewoonlijk bestonden uit aangestampte aarde. Eerder vooral door gegoede Japanners, later werd het gebruik van tatamivloeren en -matten algemeen. Tatami betekent "geplooid en opgestapeld", wat duidt op de wijze waarop de mat wordt gemaakt.
De mat werd oorspronkelijk gefabriceerd met een kern van rijststro die omwikkeld wordt door een gevlochten mat van hetzelfde materiaal. Later ging men voor de kern vooral kunststof gebruiken. Doorgaans wordt de rand afgewerkt met een kleurrijk lint, soms voorzien van motieven.
In moderne Japanse huizen vindt men doorgaans in ieder geval één kamer waarin zich een tatamivloer bevindt, de zogenoemde washitsu. Deze kamer is zowat het centrum van het huis, een speciale plaats in de woning, waar men bijvoorbeeld de theeceremonie in traditionele stijl kan uitvoeren. In deze kamer bevindt zich doorgaans ook de tokonoma.
In westerse landen zijn in Japanse winkels tatamimatten verkrijgbaar. Zij worden gekocht door mensen die hun huis of deel ervan in Japanse stijl willen inrichten.

## Gebruik en legplan
In Japan wordt de omvang van huizen en kamers afgemeten aan de hand van het aantal tatamimatten. Japanners spreken over een “kamer of een huis van x-aantal tatami”. Een mat is doorgaans rond de 90 centimeter breed en 180 centimeter lang. Matten uit Kioto zijn vaak iets kleiner dan die uit het oosten van Japan. Deze maatvorming maakt dat kamers in een Japans huis veelal vaste afmetingen hebben, dikwijls 3,60 meter bij 3,60 meter, wat een kamer van acht tatami vormt.
Een tatami was in de tijd van de shoguns de oppervlakte die een samoerai nodig had om zijn bezittingen te bewaren en te slapen. Zo kon de afmeting van een huis, een kasteel of een paleis meteen een indicatie geven van het aantal bewakers, dienaars of samoerai dat de heer van het huis te zijner beschikking had.
Er zijn verschillende, strikte regels om de matten in verband te leggen. Belangrijk is vooral nooit de hoeken van drie of meer matten met elkaar in contact te brengen. Onconventionele verbanden brengen ongeluk, zegt men.
Om te slapen wordt de tatami gebruikt in combinatie met een futon, een dunne matras die op de tatami gelegd wordt.

## Tatami in gevechtssporten
De term tatami wordt ook gebruikt als referentie aan de mat die aangewend wordt bij de beoefening van Japanse zelfverdedigingskunsten zoals het jiujitsu, aikido en judo. In het laatste geval wordt de mat ook vaak judomat genoemd. Valtechnieken kunnen op de tatami goed geoefend worden. De vloer van een dojo zal er om deze reden doorgaans mee bedekt zijn.
De matten die bij oefeningen en wedstrijden gebruikt worden, moeten aan strenge eisen voldoen wat betreft hardheid, stevigheid, duurzaamheid en gelijkmatigheid. Zij worden meestal gemaakt van materialen als schuim en vinyl en kunnen verschillende afmetingen en kleuren hebben. Alleen de naam tatami verwijst nog naar de oorspronkelijke mat.
Afgedankte tatami's kunnen worden gebruikt door beoefenaars van het iaido voor tameshigiri.